# Lupinus velutinus
Lupinus velutinus är en ärtväxtart som beskrevs av George Bentham. Lupinus velutinus ingår i släktet lupiner, och familjen ärtväxter. Inga underarter finns listade i Catalogue of Life.

## Bildgalleri

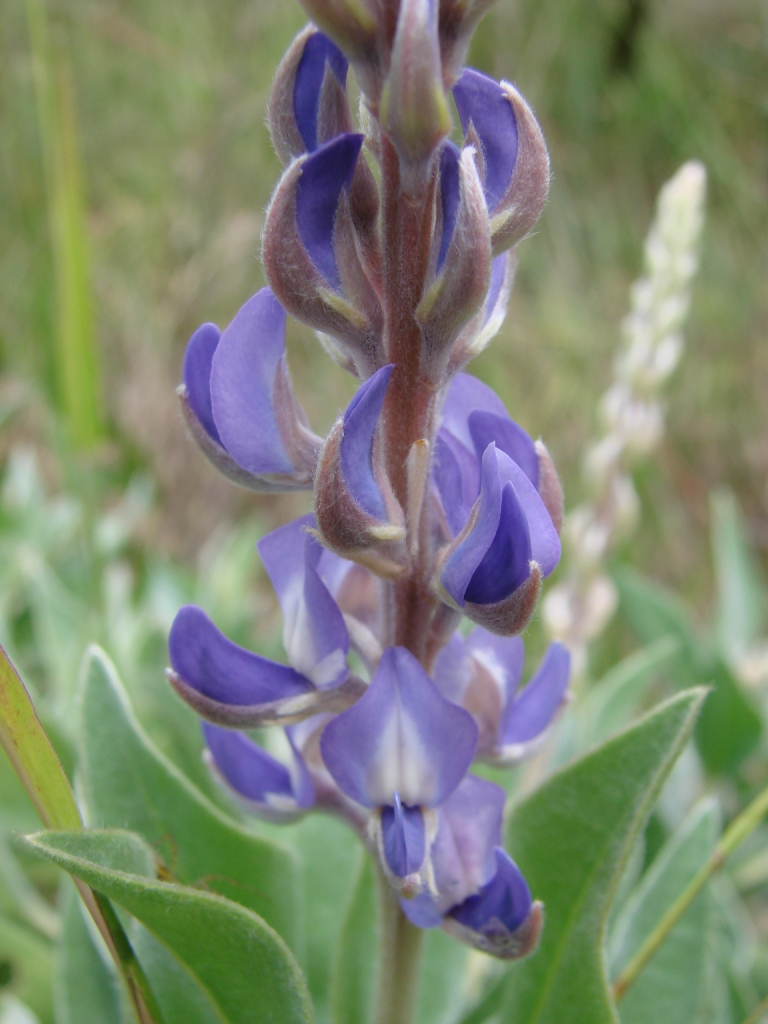